# 1352
1352 (MCCCLII) fue un año bisiesto comenzado en domingo del calendario juliano, en vigor en aquella fecha.

## Acontecimientos
- Pedro I de Castilla manda elaborar el libro Becerro de las Behetrías de Castilla, que recoge a quiénes pertenecían los señoríos de la mayoría de los pueblos de Castilla al norte del Duero.
- Fin de la pandemia de peste negra.
- Inocencio VI sucede a Clemente VI como papa.
- 13 de febrero - La alianza entre venecianos y catalanes se impone a los genoveses en su pugna por la Corona de Aragón.

## Nacimientos
- Vitautas el grande (m. 1430), gobernante lituano.
- Roberto III (m. 1410), rey de romanos.

## Fallecimientos
- Pedro Ponce de León el Viejo, señor de Marchena y Bailén e hijo de Fernando Ponce de León y de Isabel de Guzmán.
- Ramon Llull Sabio mallorquín
- El Chantre de Calahorra